# تنریاکو
تنریاکو (به ژاپنی: 天暦 Tenryaku)؛ نام یک عصر تاریخی ژاپنی (نِنگُو) بود. این عصر بعد از تنگیو و قبل از تنتوکو قرار داشت و از آوریل ۹۴۷ تا اکتبر ۹۵۷ میلادی به طول انجامید. در طی این عصر امپراتور موراکامی حکمران ژاپن بود.